# Dorpskerk van Marienfelde
De Dorpskerk van Marienfelde (Duits: Dorfkiche Marienfelde) is een kerk in Berlijn-Marienfelde. De dorpskerk is waarschijnlijk rond 1230 gebouwd als stenen kerk. Tegenwoordig gaat men er vanuit dat dit rond 1240 kan zijn. De kerk gebouwd door de Orde van de Tempeliers. Marienfelde was een van de drie dorpen die eigendom was van de Commanderij van Tempelhof, de andere drie dorpen waren Tempelhof , Rixdorf en Mariendorf. De dorpskerk van Marienfelde  is waarschijnlijk de oudste kerk van Berlijn en de Mittelmark van de deelstaat Brandenburg. De kerk is gebouwd van Veldsteen. De dorpskerk is een van de 57 dorpskerken die Groot-Berlijn sinds 1920 kent. De kerk is gebouwd in de romaanse en romanogotische stijl en is een van de vele veldsteenkerken in de Teltow (streek).

## Geschiedenis
De stenen kerk is rond 1240 gebouwd op een bestaande begraafplaats. Dit is vastgesteld omdat er onder de kerk christelijke graven werden gevonden met skeletten, (een skelet is zichtbaar via een glasplaat in de torenhal). Aangenomen mag dus worden dat op deze locatie al een houten kerkgebouw stond, voordat deze kerk met veldsteen werd gebouwd medio 13e eeuw. De bewering van lokaal volksonderzoek zonder bronbewijs dat de veldsteenkerk werd gebouwd in naam door de monniken van het cisterciënzerklooster van Zinna is onhoudbaar, omdat historisch onderzoek ernaar geen bewijs heeft kunnen vinden voor de "volkslegende" van de cisterciënzerbouwheren.
Rond het midden van de 14e eeuw werd aan de zuidkant van het priesterkoor een sacristie toegevoegd, waarvan de gevel is versierd met spitsbogen van rode bakstenen. Rond 1400 kreeg ook de noordzijde van het koor een uitbreiding. Deze uitbreiding werd tussen 1835–1837 uitgebreid tot een patroonloge. Het tongewelf en stuccoplafond veranderde verschillende keren door de tijd heen. Rond 1456 kreeg de kerk een nieuw torendak en in 1595 ook een nieuw koordak.
Nadat de Reformatie was ingevoerd, werd het interieur in 1539 opnieuw ontworpen. Koorbanken en koorscherm zijn verwijderd. De windvaan, waarvan een replica tegenwoordig de toren bekroont, dateert uit 1595. In 1624 werden het altaar en in 1629 de doopvont opnieuw geschonken. De doopvont met de heraldische adelaar van de stad Cölln aan de Spree staat nog steeds in de kerk. Een preekstoelaltaar verving het beeldaltaar uit 1624. In 1712 en tussen 1782 en 1804 waren er kleine renovaties en wijzigingen binnen de kerk.
Tussen 1920 en 1921 werd de kerk gerestaureerd en opnieuw ontworpen onder leiding van de architect Bruno Möhring, die toen in Marienfelde woonde. Tijdens de restauratie zijn de zijgalerijen en het preekstoelaltaar uit 1835 verwijderd. De orgelgalerij werd doorgetrokken in de toren en er werd een tonvormig plafond aangebracht. De entreesituatie is nieuw gecreëerd. De zijdeuren werden afgesloten en er werd een vestibule geplaatst voor het oorspronkelijke westportaal. De drempel van het portaal is ongeveer 60 centimeter lager dan de bovenste trede van de vestibule. Dit betekent dat de aarde rond de kerk in de 800 jaar van haar bestaan met ongeveer 60 centimeter is "gegroeid", door gebroken materiaal bij kerkbranden, vooral de dakconstructie, en opgravingen voor de graven en laat dus deels haar geschiedenis zien.
De dorpskerk heeft de Tweede Wereldoorlog grotendeels ongeschonden doorstaan. Bij de restauratie tussen 1953 en 1958 werd de patroonsloge verwijderd en werden twee vensters rond het koor geplaatst. De muurschilderingen uit de art nouveau van Bruno Möhring werden verwijderd door eroverheen te schilderen. De ramen van de apsis zijn opnieuw beschilderd met glaskunst, rond het thema van het scheppingsverhaal door kunstenaar Georg Lippmann.
Als onderdeel van kleinere restauraties tussen 1993 en 1997, werd er in 1994 archeologisch onderzoek gedaan in en rond de kerk. Bij dit onderzoek werden 20 graflocaties blootgelegd, waarvan sommige dateren van voordat de kerk werd gebouwd. Een mannelijk skelet heeft men op de plek laten liggen waar het werd aangetroffen en werd voorzien van een glasplaat. Het skelet is gelegen bij in de ingang van de toren. Tevens werden bij dit onderzoek paalgaten aangetroffen, aan de binnenkant van de apsis. Deze vondst is van groot archeologisch belang. De kerk werd in 1994 van een nieuw orgel voorzien en is sindsdien een populaire plek voor orgelconcerten. In 1997 werd de kerk van een nieuw altaar voorzien.
Tot oktober 1889 was het kerkhof rond de dorpskerk, de begraafplaats van Marienfelde. Daarna werd de nieuwe begraafplaats van de protestantse parochie Marienfelde ten noorden van de dorpsweide ingewijd. Sommige graven zijn nog bewaard gebleven op het oude kerkhof. Het familiegraf van de Familie Kiepert is gebleven en wordt tegenwoordig nog steeds gebruikt. Adolf Kiepert was de heer van het dorp, media 19e eeuw en gaf Marienfelde haar landgoedspark. In dit park is ook een muurschildering van Kiepert en zijn vrouw te vinden.

## De oudste dorpskerk op het grondgebied van Groot-Berlijn en de Mittelmark?
Net als bij andere middeleeuwse gebouwen is de officiële startdatum en oplevering niet doorgegeven en kan alleen worden beperkt op basis van historische onderzoek en archeologische vondsten en opgravingen.
De dendrochronologische vondsten op een dakbalk uit 1230 zijn vastgesteld en gaat er daarom vanuit  de kerk rond 1231/1232 voltooid is. Sporen van bewerking op deze balk geven echter aan dat deze eerder voor een ander doel is gebruikt. In dergelijke gevallen gaat de dendrologie ervan uit dat er meer dan één of twee jaar zat tussen de kapdatum (in dit geval: 1230) en het tweede gebruik. Zelfs met een datering van rond 1240 zijn er aanwijzingen dat de dorpskerk van Marienfelde ouder is dan zijn concurrenten in Berlijn-Karow en Berlijn-Biesdorf, en daarom als de oudst bekende dorpskerk in Berlijn moet worden beschouwd. De kerk in Marienfelde is in de Teltow (streek) gelegen, de andere twee kanshebbers in Barnim (streek).
Vastgesteld is er dat geen bewijs wordt gevonden voor de aanname dat andere kerkgebouwen in Berlijn ouder zijn dan de dorpskerk van Marienfelde. De dorpskerk van Karow is vermoedelijk het oudste kerkgebouw op het Plateau van Barnim , door onderzoek is het onwaarschijnlijk dat de dorpskerk van Biesdorf die rol heeft.
Inmiddels is bewezen door archeologisch onderzoek, dat de dorpskerk van Tempelhof ( gebouwd rond 1250) een stenen voorganger heeft gehad, dit onderzoek vond plaats bij de wederopbouw van de die dorpskerk, die tijdens de Tweede Wereldoorlog werd verwoest. Bij het archeologisch onderzoek voor de herbouw van de kerk, dat de stenen voorganger rond 1200 werd gebouwd en  waarschijnlijk door brand werd verwoest, tijdens de Teltow-oorlog tussen 1239-1245. Verder wordt het natuurlijk ondersteund door het feit dat de kerk van Marienfelde, een dochterkerk van Tempelierscommanderij van Tempelhof was.

## Afbeeldingen

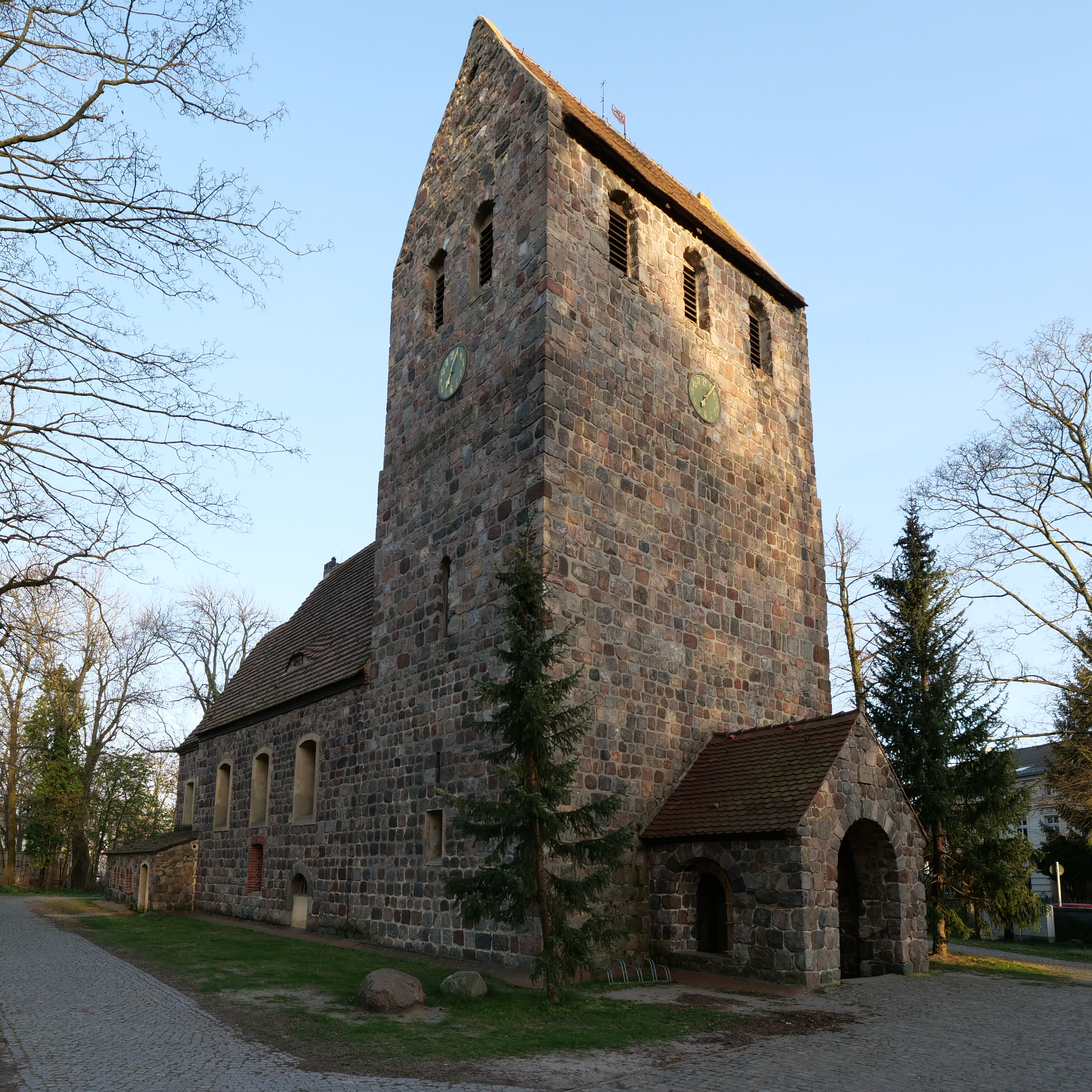
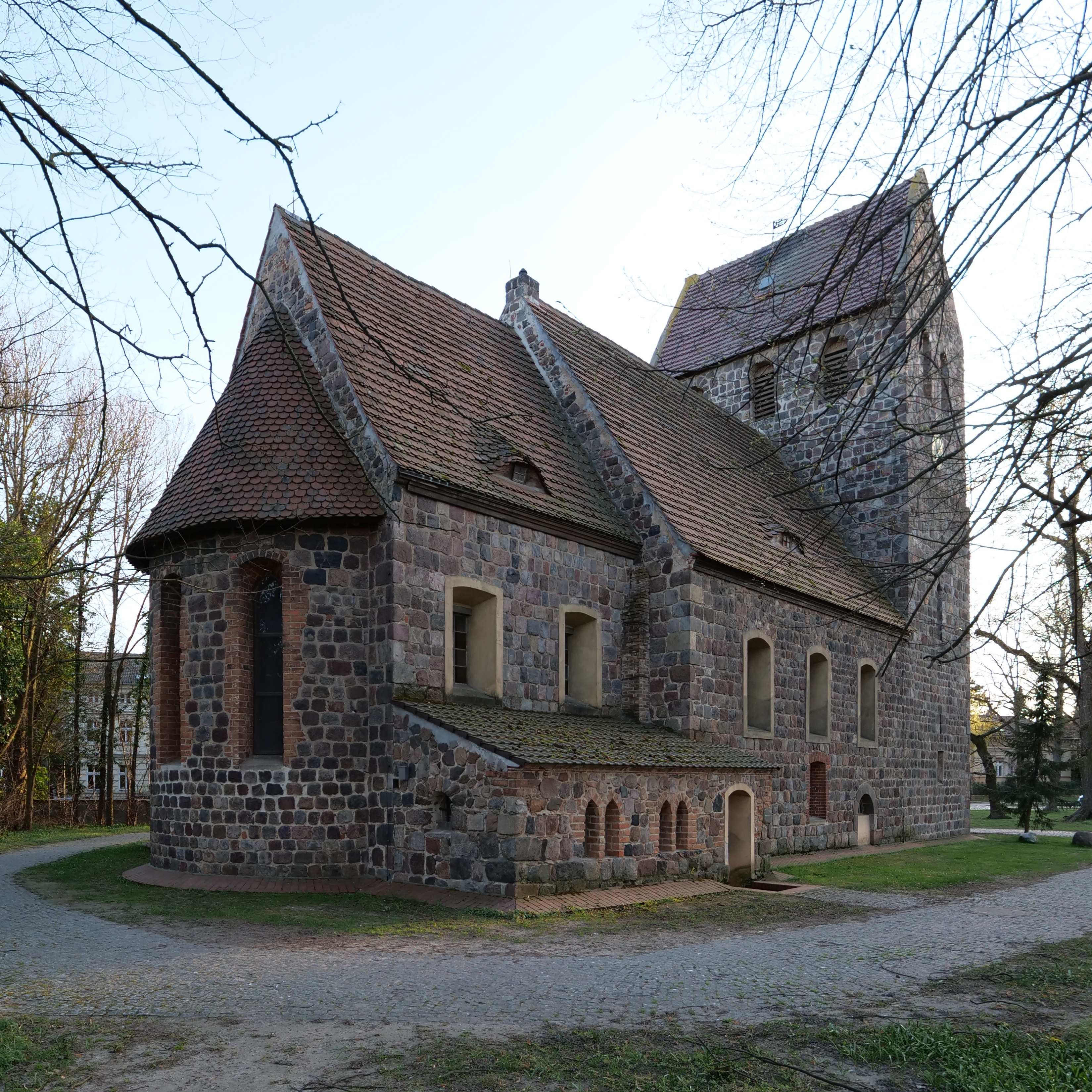
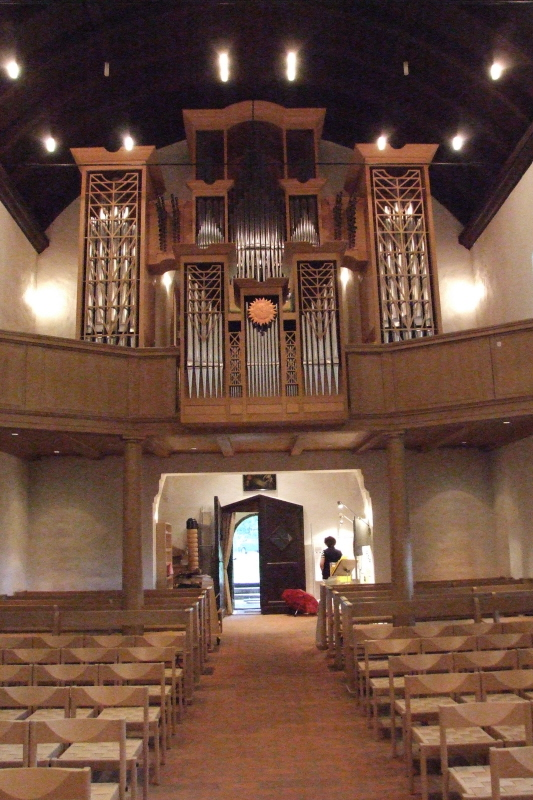
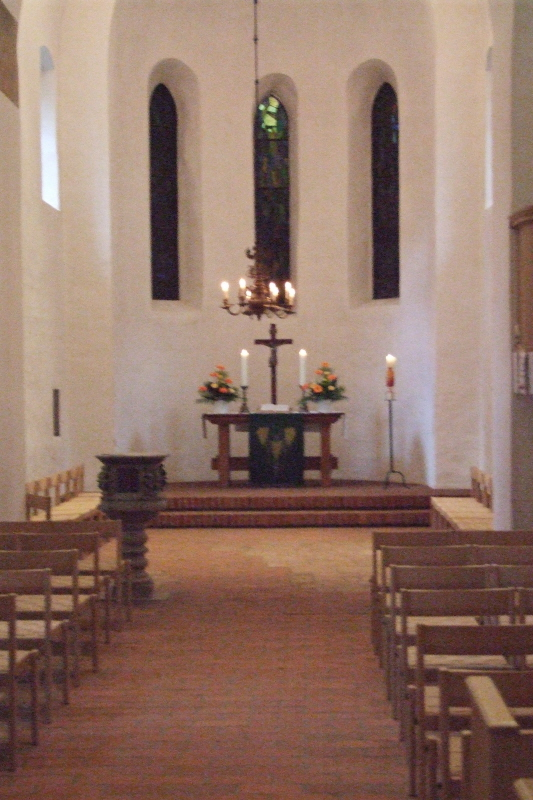
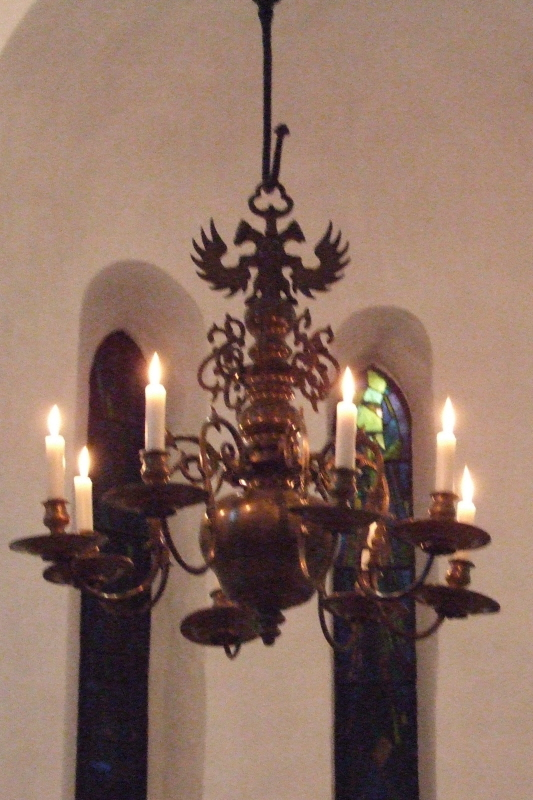
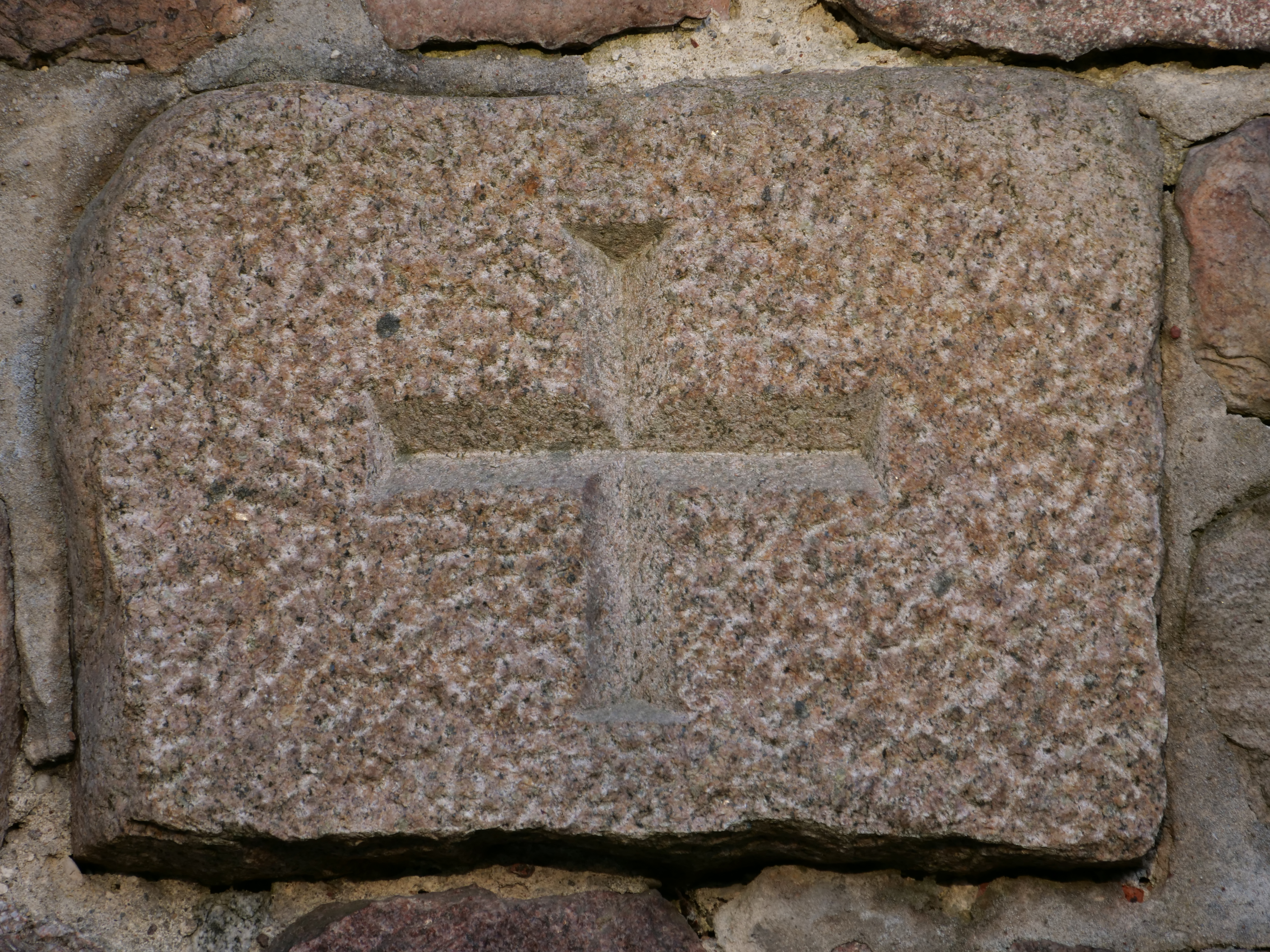
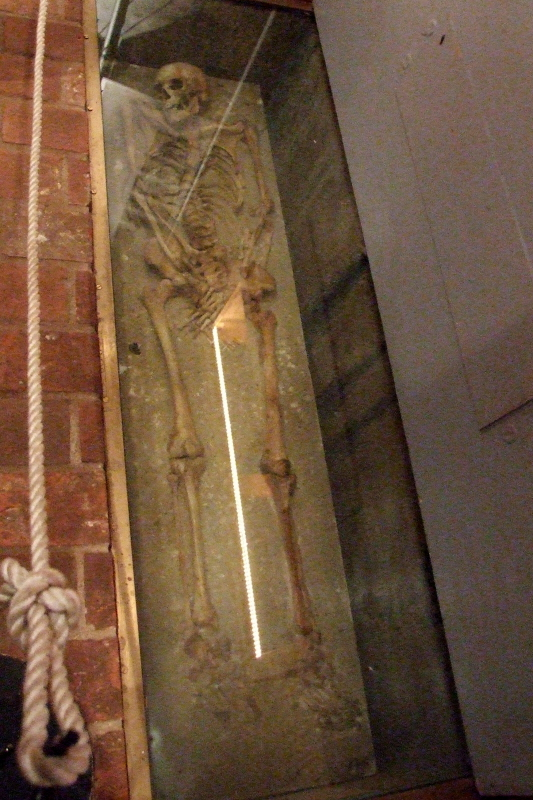
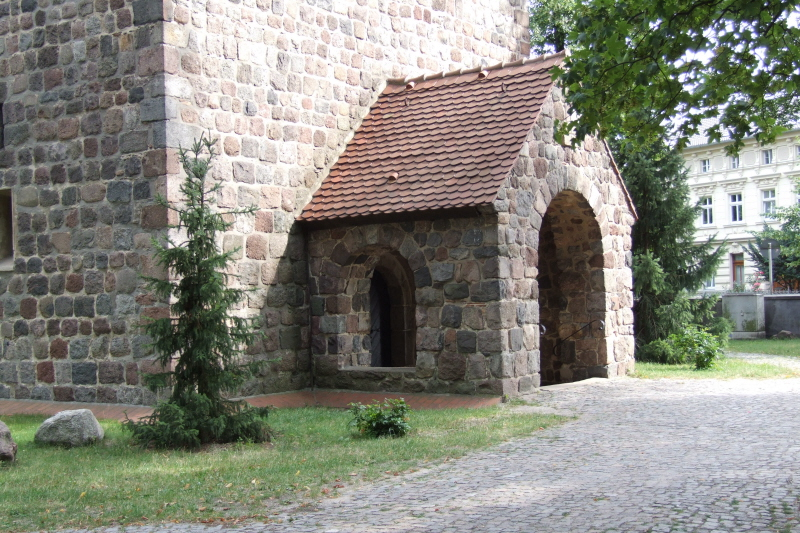
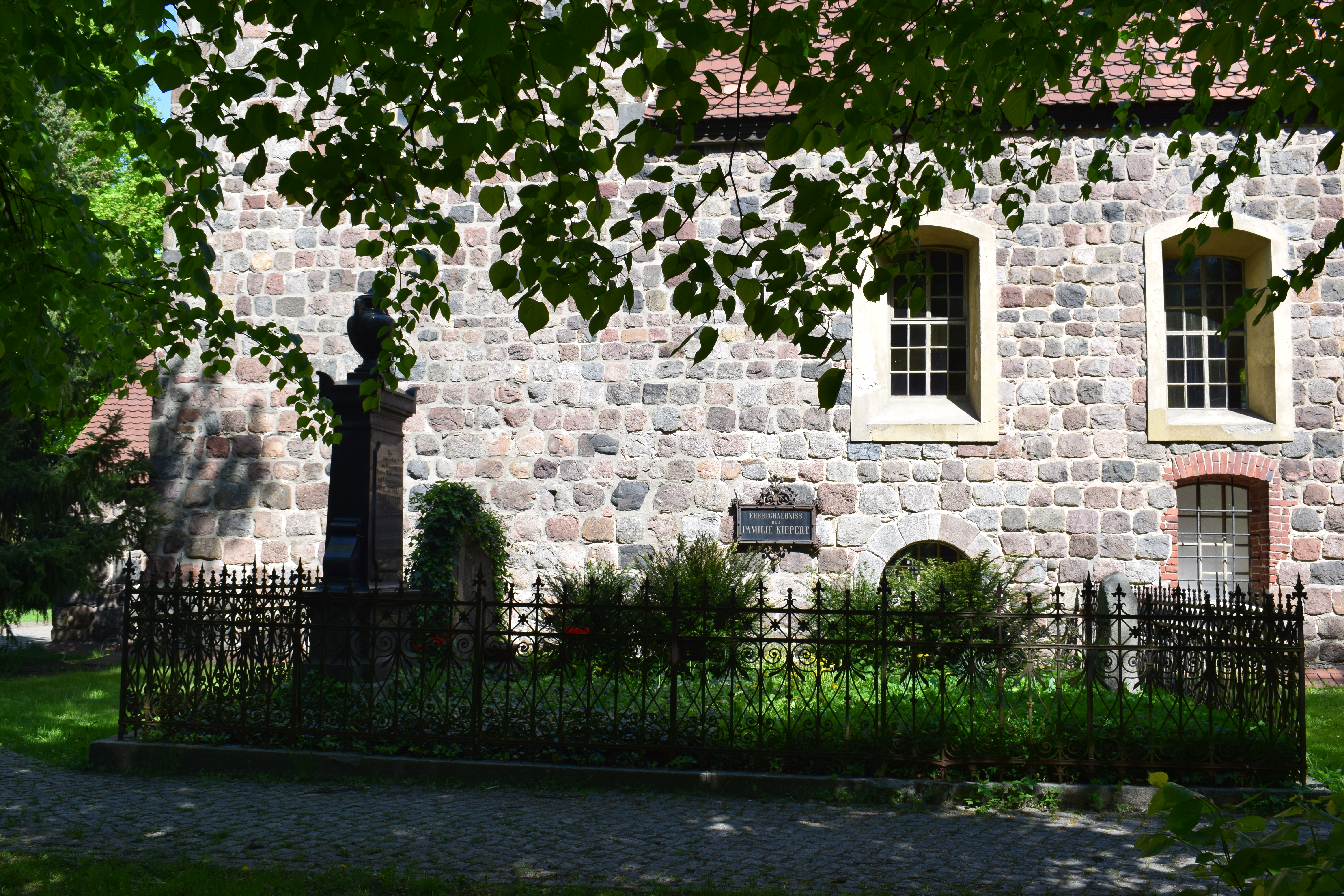